# Beta Ursae Majoris

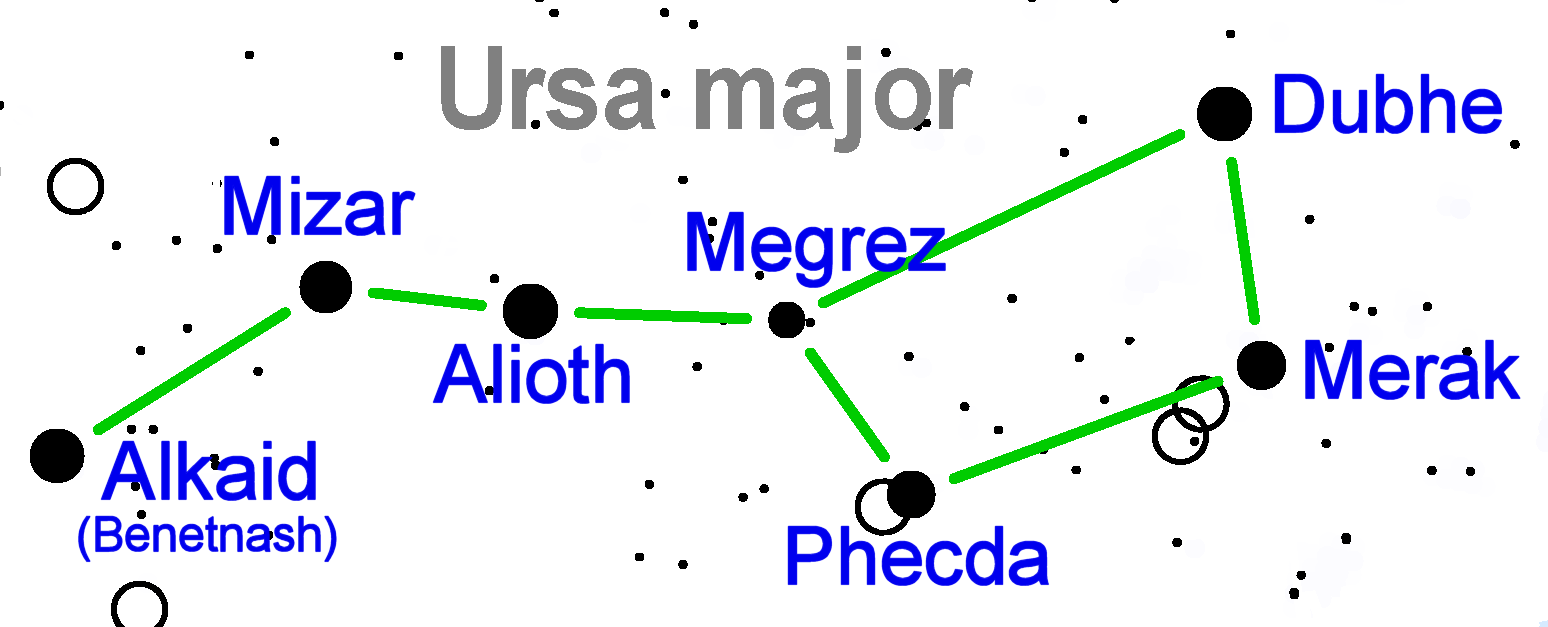
Nome das estrelas da constelação da Ursa Maior. Merak está à direita.

Beta Ursae Majoris, mais conhecida como Merak, é a segunda estrela em magnitude aparente da constelação de Ursa Major. Situa-se a 60 anos-luz do sistema Solar.
Segundo imaginavam os antigos, situa-se no local correspondente à virilha da Grande Ursa.